# Кольцо Эрмана
Кольцо Эрмана — в голоморфной динамике один из типов неподвижной или периодической компоненты связности области Фату. Такая компонента связности топологически эквивалентна кольцу, а динамика отображения (или его итерации первого возвращения, в случае периодической компоненты) должна быть сопряжена иррациональному повороту этого кольца.

## Конструкция

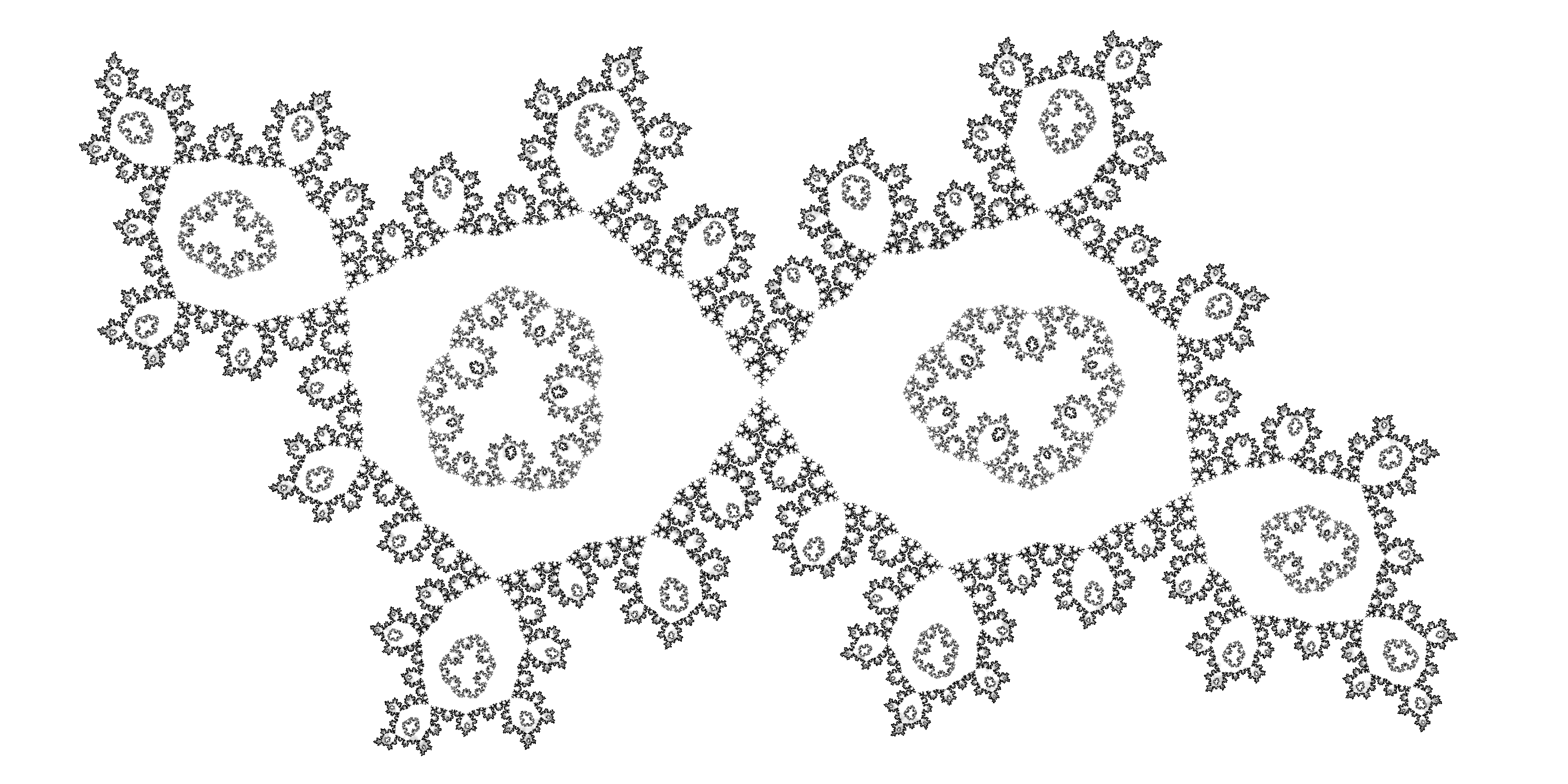
Множество Жюлиа для рационального отображения, имеющего кольца Эрмана

Одним из способов построения отображения, одна из компонент множества Фату которого оказывается кольцом Эрмана, основан на рассмотрении произведений Бляшке. А именно, произведения Бляшке — отображения вида
{\displaystyle f(z)=\lambda \prod _{j=1}^{n}{\frac {z-a_{j}}{1-{\bar {a_{j}}}z}},\quad |\lambda |=1,\quad |a_{j}|\neq 1,\,}
сохраняют единичную окружность {\displaystyle \{|z|=1\}}, и сохраняют ориентацию на ней тогда и только тогда, когда вне единичного диска имеется чётное число точек {\displaystyle a_{j}}.
Подбором точек {\displaystyle a_{j}} можно добиться, чтобы ограничение отображения f на эту окружность было диффеоморфизмом с диофантовым числом вращения. Теорема Эрмана-Йоккоза утверждает в таком случае, что f аналитически сопряжено соответствующему повороту. Такое локальное сопряжение далее распространяется до границы содержащей единичную окружность компоненты Фату — оказывающейся, тем самым, кольцом Эрмана.
Примером реализации такой конструкции может служить рациональное отображение степени 3,
{\displaystyle f(z)=e^{2\pi it}\cdot {\frac {z^{2}(z-4)}{1-4z}},}
где константа {\displaystyle t=0.6151732\dots } выбирается так, чтобы число вращения ограничения f на единичную окружность равнялось бы {\displaystyle ({\sqrt {5}}-1)/2}.